# Gambia (rivier)
De Gambia is een van de belangrijkste rivieren in West-Afrika en is ongeveer 1130 km lang. De rivier ontspringt op het Fouta Djalon-plateau in het noorden van Guinee en stroomt via Senegal en Gambia naar de Atlantische Oceaan nabij de Gambiaanse hoofdstad Banjul. De belangrijkste zijrivieren zijn de Sandougou en de Sofianiama. In de benedenloop monden verschillende kreken (bolongs) uit in de Gambia. De grootste hiervan is de Bintang Bolong, die uitmondt op de linkeroever. De Gambia is over de helft van zijn lengte bevaarbaar en is de enige rivier in West-Afrika die voor zeeschepen gemakkelijk toegankelijk is. Het estuarium van de Gambia is een ría.
Er is vooral menselijke bewoning op de bovenloop en het middelste deel van de loop van de Gambia. Aan de oevers worden vooral rijst en pindanoten verbouwd. De oevers van de rivier nabij de monding zijn niet geschikt voor landbouw door het brakke water. In Gambia speelt de rivier een belangrijke transportfunctie. Vracht en passagiers worden over de rivier getransporteerd en er zijn op verschillende plaatsen ferry's over de rivier.
In 1978 werd de Gambia River Development Organization opgericht door Senegal en Gambia om de rivier te beheren. In 1980 trad Guinee toe tot deze organisatie.
- Gemeinsame Normdatei: 4092633-3
- Nationale Bibliotheek van Tsjechië: ge129414
- Virtual International Authority File: 183144928972854441419
- WorldCat: E39PBJk93FP6jWK9tWkQcYFqcP